# Peter Sandloff
Peter Sandloff (né le 3 juillet 1924 à New York, mort le 17 décembre 2009 à Berlin) est un compositeur allemand.

## Biographie
Sandloff est le fils d'un médecin russe et de l'actrice allemande Eva Fiebig ; il est le neveu du compositeur Kurt Fiebig et le petit-fils du musicien Eduard Fiebig. Après la mort de son père, Sandloff vient en Allemagne à l'âge de deux ans. Dès l'âge de cinq ans, il suit des cours de piano. En 1936-1937, il dirige le groupe de flûtes à bec du "Rundfunkspielschar des Reichssenders Breslau" et commence à composer.
Après avoir obtenu son Notabitur à Hambourg, Sandloff étudie à l'Académie de musique de Cologne auprès de Philipp Jarnach, Eugen Papst et Karl Hermann Pillney. Après avoir terminé ses études, il est enrôle dans le Reichsarbeitsdienst et travaille dans l'industrie de l'armement et se retrouve en captivité soviétique.
Après la fin de la Seconde Guerre mondiale, Sandloff travaille comme assistant éditorial au département de musique de Radio Munich, comme directeur musical au théâtre de Bamberg, comme chef de ballet répétiteur et compositeur au Staatstheater am Gärtnerplatz de Munich et comme directeur musical au Deutsche Musikbühne à Fribourg-en-Brisgau. Son opéra Traum unter dem Galgen est créé à Fribourg.
Alors qu'il travaille au Staatstheater am Gärtnerplatz, il reçoit une lettre du compositeur de musique de films Hans-Martin Majewski, qui engage peu après Sandloff comme arrangeur et orchestrateur de la musique du film Liebe 47 (1949). Une collaboration et une amitié à long terme se développent entre Majewski et Sandloff.
Grâce à la médiation intensive de Majewski, Sandloff reçoit sa première commande de musique de film en 1955 pour Viele kamen vorbei et reçoit le Bundesfilmpreis pour ce film.
À partir des années 1960, Sandloff compose de plus en plus de musique pour la télévision.

## Filmographie

### Cinéma
- 1951 : Im Bann der Madonna (de)
- 1956 : Viele kamen vorbei (de)
- 1956 : Geliebte Corinna (de)
- 1957 : Ruf der Götter (documentaire)
- 1958 : Er ging an meiner Seite
- 1958 : Jeunes Filles en uniforme
- 1958 : La Main dans le sac
- 1958 : Nackt wie Gott sie schuf (de)
- 1960 : Wir Kellerkinder (de)
- 1960 : Le Vengeur défie Scotland Yard
- 1961 : Spuren der Vergangenheit (documentaire)
- 1961 : Le Retour du docteur Mabuse
- 1961 : Ländliche Arbeitskleidung - Praktisch und doch schön (court métrage documentaire)
- 1962 : Das Leben beginnt um acht (de)
- 1962 : Ich kann nicht länger schweigen (de)
- 1962 : Agence matrimoniale Aurora
- 1962 : L'Invisible docteur Mabuse
- 1962 : Sein bester Freund
- 1963 : Les Tueurs du R.S.R.2
- 1964 : Ein Frauenarzt klagt an (de)
- 1969 : Michael Kohlhaas

### Télévision
- 1953 : Johannes Kreisler, des Kapellmeisters musikalische Leiden
- 1958 : Der Meisterdieb
- 1958 : Das Märchen von vielen Wünschen
- 1959 : Der Fall Pinedus
- 1959 : Eva und ihre Kleider
- 1959 : Der König ist tot
- 1960 : Der Prozeß Mary Dugan
- 1960 : Dr. Knock
- 1961 : Fast ein Poet
- 1961 : Mary Rose
- 1961 : Die Marquise von Arcis
- 1962 : Jeder stirbt für sich allein
- 1963 : Von Musen und Menschen
- 1963 : Die Wölfe
- 1964 : Leocadia
- 1964 : Ein langer Tag
- 1964 : Pamela
- 1965 : Manchmal spielt der Himmel mit
- 1965 : Im Schatten einer Großstadt
- 1965 : Alle machen Musik (série télévisée, 13 épisodes)
- 1965 : Abel mit der Mundharmonika
- 1966 : Der Kinderdieb
- 1966 : Ohne festen Wohnsitz
- 1966 : Der Kirschgarten
- 1966 : Wer rettet unseren Ackerknecht?
- 1967 : Liebesgeschichten (série télévisée, épisode Geliebter Nicolas)
- 1968 : Der verzauberte Park
- 1968 : Teaparty
- 1968 : Die Stimme im Glas
- 1968 : Unwiederbringlich
- 1968 : Alles dreht sich um Michael (série télévisée, 8 épisodes)
- 1969 : ...tot im Kanapu
- 1970 : Tommy Tulpe (série télévisée, 13 épisodes)
- 1975 : Little Boy
- 1975 : Mütter
- 1978 : Schlaraffenland
- 1979 : Wo die Liebe hinfällt
- 1979 : Nachbarn und andere nette Menschen
- 1980 : Eingriffe
- 1981 : System Ribadier
- 1982 : So oder so ist das Leben: Vier Begegnungen in einer Großstadt
- 1984 : Freundschaften
- 1984 : Leute wie du und ich (série télévisée, 1 épisode)
- 1986 : Was zu beweisen war
- 1986 : Ich heirate eine Familie (série télévisée, 5 épisodes)
- 1989–1992 : Löwengrube (série télévisée, 30 épisodes)